# Gran Premi dels Estats Units del 1980
Resultats del Gran Premi dels Estats Units de Fórmula 1 de la temporada 1980, disputat al circuit de Watkins Glen el 5 d'octubre del 1980.

## Resultats de la cursa
| Pos | No | Pilot              | Equip             | Voltes | Temps/ Retir.     | Pos. de sort. | Punts |
| --- | -- | ------------------ | ----------------- | ------ | ----------------- | ------------- | ----- |
| 1   | 27 | Alan Jones         | Williams - Ford   | 59     | 1h 34' 36" 05     | 5             | 9     |
| 2   | 28 | Carlos Reutemann   | Williams - Ford   | 59     | + 4.21 s          | 3             | 6     |
| 3   | 25 | Didier Pironi      | Ligier - Ford     | 59     | + 12.57 s         | 7             | 4     |
| 4   | 12 | Elio de Angelis    | Lotus - Ford      | 59     | + 29.69 s         | 4             | 3     |
| 5   | 26 | Jacques Laffite    | Ligier - Ford     | 58     | + 1 Volta         | 12            | 2     |
| 6   | 11 | Mario Andretti     | Lotus - Ford      | 58     | + 1 Volta         | 11            | 1     |
| 7   | 16 | René Arnoux        | Renault           | 58     | + 1 Volta         | 6             |       |
| 8   | 9  | Marc Surer         | ATS - Ford        | 57     | + 2 Voltes        | 17            |       |
| 9   | 50 | Rupert Keegan      | Williams - Ford   | 57     | + 2 Voltes        | 15            |       |
| 10  | 21 | Keke Rosberg       | Fittipaldi - Ford | 57     | + 2 Voltes        | 14            |       |
| 11  | 1  | Jody Scheckter     | Ferrari           | 56     | + 3 Voltes        | 23            |       |
| NC  | 7  | John Watson        | McLaren - Ford    | 50     | + 9 Voltes        | 9             |       |
| Ret | 2  | Gilles Villeneuve  | Ferrari           | 49     | Accident          | 18            |       |
| NC  | 3  | Jean-Pierre Jarier | Tyrrell - Ford    | 40     | + 19 Voltes       | 22            |       |
| Ret | 30 | Jochen Mass        | Arrows - Ford     | 36     | Transmissió       | 24            |       |
| Ret | 23 | Bruno Giacomelli   | Alfa Romeo        | 31     | Part elèctrica    | 1             |       |
| Ret | 5  | Nelson Piquet      | Brabham - Ford    | 25     | Virolla           | 2             |       |
| Ret | 6  | Hector Rebaque     | Brabham - Ford    | 20     | Motor             | 8             |       |
| Ret | 31 | Eddie Cheever      | Osella - Ford     | 20     | Suspensions       | 16            |       |
| Ret | 29 | Riccardo Patrese   | Arrows - Ford     | 16     | Virolla           | 20            |       |
| Ret | 14 | Jan Lammers        | Ensign - Ford     | 16     | Direcció          | 25            |       |
| Ret | 20 | Emerson Fittipaldi | Fittipaldi - Ford | 15     | Suspensions       | 19            |       |
| Ret | 4  | Derek Daly         | Tyrrell - Ford    | 3      | Virolla           | 21            |       |
| Ret | 22 | Andrea de Cesaris  | Alfa Romeo        | 2      | Accident          | 10            |       |
| NVS | 8  | Alain Prost        | McLaren - Ford    |        | Pilot amb ferides | 13            |       |
| NVQ | 43 | Mike Thackwell     | Tyrrell - Ford    |        |                   |               |       |
| NVQ | 51 | Geoff Lees         | Williams - Ford   |        |                   |               |       |

## Altres
- Pole: Bruno Giacomelli 1' 33. 291

- Volta ràpida: Alan Jones 1' 34. 068 (a la volta 44)